# Antoine Phérotée de La Croix
Antoine Phérotée de La Croix est un littérateur français, né à Lyon vers 1640, mort vers 1715. 
Il s’adonna à l’enseignement de l’histoire, de la géographie, des mathématiques, etc., et publia des ouvrages dont quelques-uns eurent du succès de son temps. 

## Œuvres
Nous citerons : 
- Abrégé de la morale, où sont contenus les vrais principes de se bien conduire et de se rendre parfaitement heureux (Lyon, 1675, in-12);
- l’Art de la poésie française (Lyon, 1675, in-8°), réédité sous ce titre : l’Art de la poésie française et latine, avec une idée de la musique (Lyon, 1694, in-12) ;
- Nouvelle méthode pour apprendre facilement la géographie universelle (Lyon, 1690, 4 vol. in-12), ouvrage accompagné de cartes, de dessins de costumes, et qui a été traduit en allemand; Tome 5
- Relation universelle de l’Afrique ancienne et moderne (Lyon, 1688, 4 vol. in-12). Tome premier

## Source
« Antoine Phérotée de La Croix », dans Pierre Larousse, Grand dictionnaire universel du XIXe siècle, Paris, Administration du grand dictionnaire universel, 15 vol., 1863-1890 [détail des éditions].